# Dinocheirus uruguayanus
Dinocheirus uruguayanus är en spindeldjursart som beskrevs av Beier 1970. Dinocheirus uruguayanus ingår i släktet Dinocheirus och familjen blindklokrypare. Inga underarter finns listade i Catalogue of Life.